# Estación Central
Estación Central este un oraș și comună din provincia Santiago, regiunea Metropolitană Santiago, Chile, cu o populație de 130.394 locuitori (2012) și o suprafață de 14,1 km2.